# Leucapamea
Leucapamea là một chi bướm đêm thuộc họ Noctuidae.

## Loài
- Leucapamea askoldis (Oberthür, 1880)
- Leucapamea hikosana (Sugi, 1958)
- Leucapamea kawadai (Sugi, 1955)
- Leucapamea kyushuensis (Sugi, 1958)